# Castellaneta Marina
Castellaneta Marina  (Castelanéte, in dialetto locale) è una frazione del comune di Castellaneta, in provincia di Taranto.

## Geografia
La frazione dista 17,54 km dal capoluogo comunale di Castellaneta e si estende per circa 5 km sul litorale ionico. È totalmente immersa nella pineta di Bosco Pineto, che si estende per circa 9 km lungo la costa, penetrando verso l'interno del territorio per oltre un chilometro. Nel territorio sono presenti dune fossili di interesse naturalistico e scientifico.
È composta quasi esclusivamente da ville ed ha una funzione prettamente turistica. Sono presenti alberghi e villaggi turistici.

## Storia
L'insediamento è sorto negli anni sessanta a seguito di un'opera di bonifica della zona, precedentemente paludosa a causa dell'andamento delle dune costiere. Particolare impulso allo sviluppo della cittadina balneare si deve all'amministrazione del sindaco Gabriele Semeraro, che con altri funzionari pubblici  contribuì alle opere pubbliche di urbanizzazione, nonché all'insediamento di una colonia estiva e dei primi stabilimenti balneari.
I nomi delle strade ricordano la corsa allo spazio degli anni in cui la frazione è sorta: si riferiscono alla geografia lunare, ai nomi degli astronauti statunitensi e sovietici o dei veicoli e missioni spaziali.
Il 10 luglio 2019 uno straordinario evento atmosferico di downburst (o supercella) ha causato in pochi minuti disagi su tutta la costa ionica e oltre che danni, anche l’abbattimento di centinaia di alberi di pino d’Aleppo.

## Monumenti e luoghi d'interesse
Il centro si articola su due strade principali: il viale dei Pini e il lungomare degli Eroi del Mare, lungo circa 5 km, con stabilimenti balneari, spiagge libere e discoteche. Il centro commerciale è costituito da piazza Selene e il principale luogo di ritrovo notturno è piazza Kennedy.
È presente la chiesa Stella Maris e d'estate si tengono messe all'aperto; inoltre, sono presenti due campi da basket pubblici.

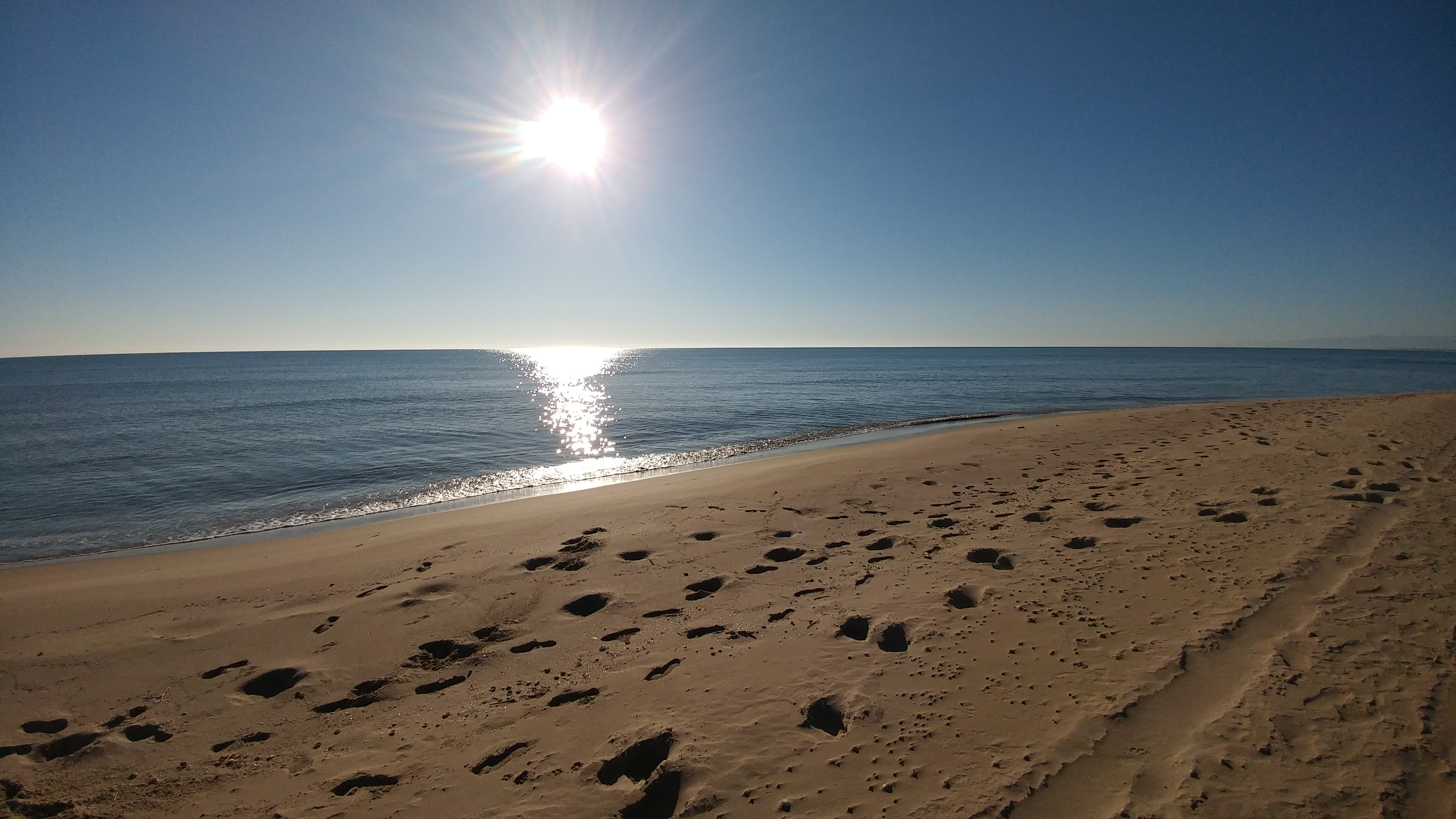
Scorcio della spiaggia in una calda giornata invernale
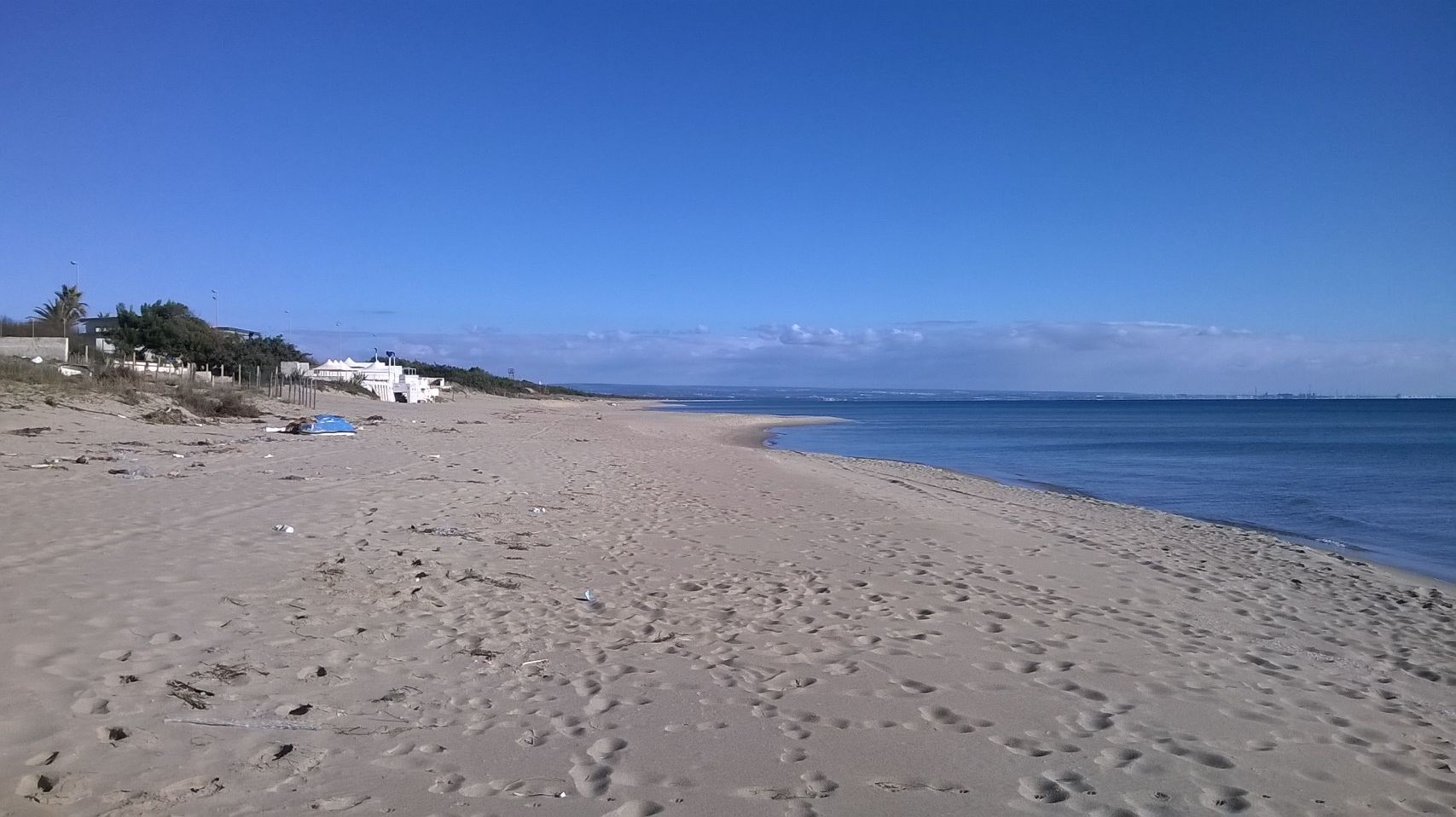
In lontananza sulla destra, Taranto, vista dalla spiaggia
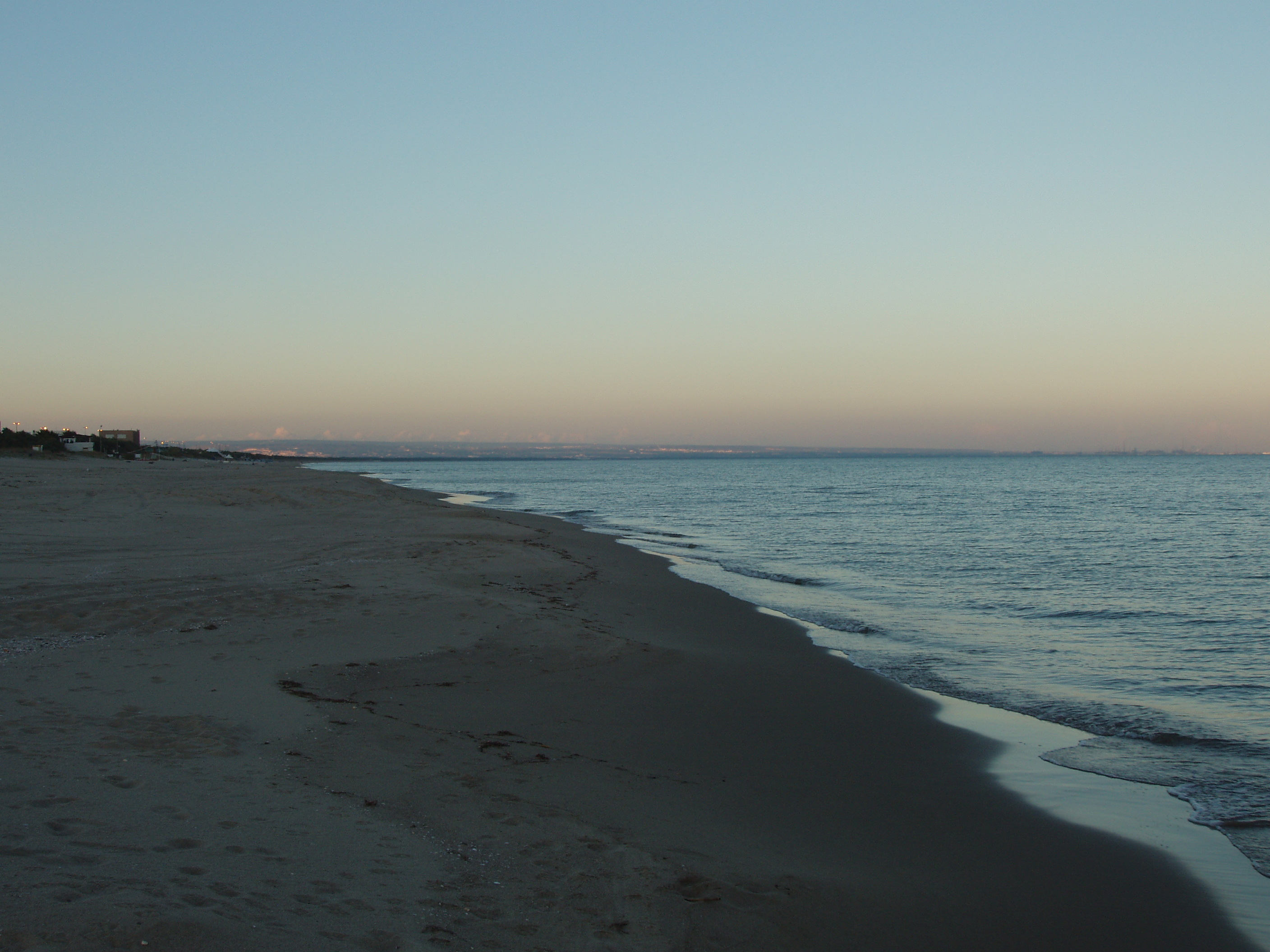